# Izapa
Izapa ist eine bedeutende präkolumbische Stadt in Mesoamerika. Mit Chiapa de Corzo, Takalik Abaj, Kaminaljuyú und einigen kleineren Fundplätzen wird sie zumeist zu den frühen – von der Mokaya-Kultur oder den Olmeken beeinflussten – Stätten gezählt.

Karte des vermuteten olmekischen Einflussbereichs

## Lage
Izapa liegt im Südosten des mexikanischen Bundesstaats Chiapas in der Nähe zur Grenze nach Guatemala – der Grenzübergang über den Puente-Talismán ist etwa elf Kilometer entfernt. Die in Teilen restaurierte Ruinenstätte befindet sich nur etwa zwölf Kilometer südlich des Vulkans Tacaná in einer Höhe von etwa 260 m ü. d. M. In der Nähe fließt der kleine Río Izapa, der wenige Kilometer weiter südlich in den Río Suchiate mündet.

## Geschichte
Die wahrscheinlich bereits seit etwa 1500 v. Chr. besiedelte und – nach mehreren zwischenzeitlichen Krisenperioden – um 1200 n. Chr. endgültig aufgegebene Stätte erlebte ihren Höhepunkt in der Zeit von etwa 300 v. Chr. bis 300 n. Chr. Sie wurde erst in den 1930er und 1940er Jahren von der archäologischen Forschung wahrgenommen und erstmals untersucht; die meisten Funde werden in den Zeitraum von etwa 600 v. Chr. bis ca. 300/400 n. Chr. eingeordnet.

## Wirtschaft
In der Umgebung gedeihen Kakaopflanzen; getrocknete Kakaobohnen wurden möglicherweise – neben Gummi (chicle) und Vogelfedern – als Handelsware in andere Gebiete Mesoamerikas exportiert, was zum wirtschaftlichen und kulturellen Reichtum der Stadt beigetragen haben mag.

## Bedeutung
Izapa gehört mit einer Fläche von mehr als drei Quadratkilometern zu den größten Städten der präkolumbischen Epoche; die Zahl der damaligen Einwohner wird auf etwa 10.000 geschätzt. Die meisten Forscher nehmen gemeinhin an, dass sie in ihrer Frühzeit unter olmekischem Einfluss stand und später zu einem Bindeglied zwischen den frühen Kulturen Mesoamerikas und den Maya wurde; einige wenige Archäologen betrachten die Kultur von Izapa als weitgehend originär und eigenständig. Aufgrund ihrer herausragenden Bedeutung und aufgrund von astronomischen und geographischen Messungen vermuten einige Forscher hier den Ursprung des mesoamerikanischen 260-Tage-Kalenders.

## Ruinenstätte
Nur etwa zehn Prozent des Areals von Izapa sind wissenschaftlich intensiv untersucht worden; die heutige Hauptgruppe ist der am längsten besiedelte Komplex 'F'; die Gruppen 'A' bis 'E' sind weitgehend naturbelassen und liegen südlich der CF200. Die rekonstruierten Bauten stellen etwa 1,5 % der von vielen – von Menschenhand aufgeschütteten – Erdhügeln (mounds) bedeckten Fläche dar.

### Architektur

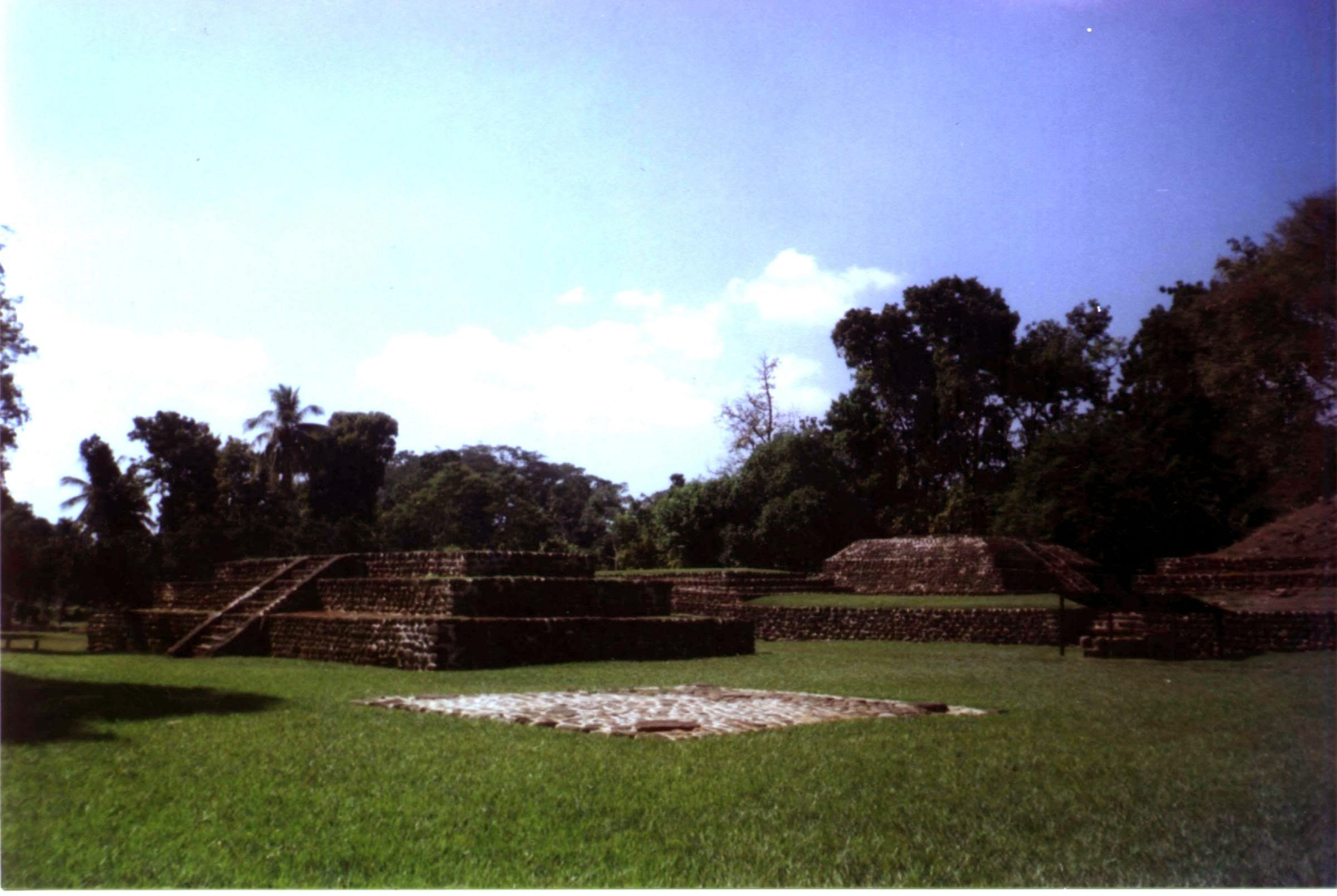
Rekonstruierte Bauten aus der Spätzeit von Izapa

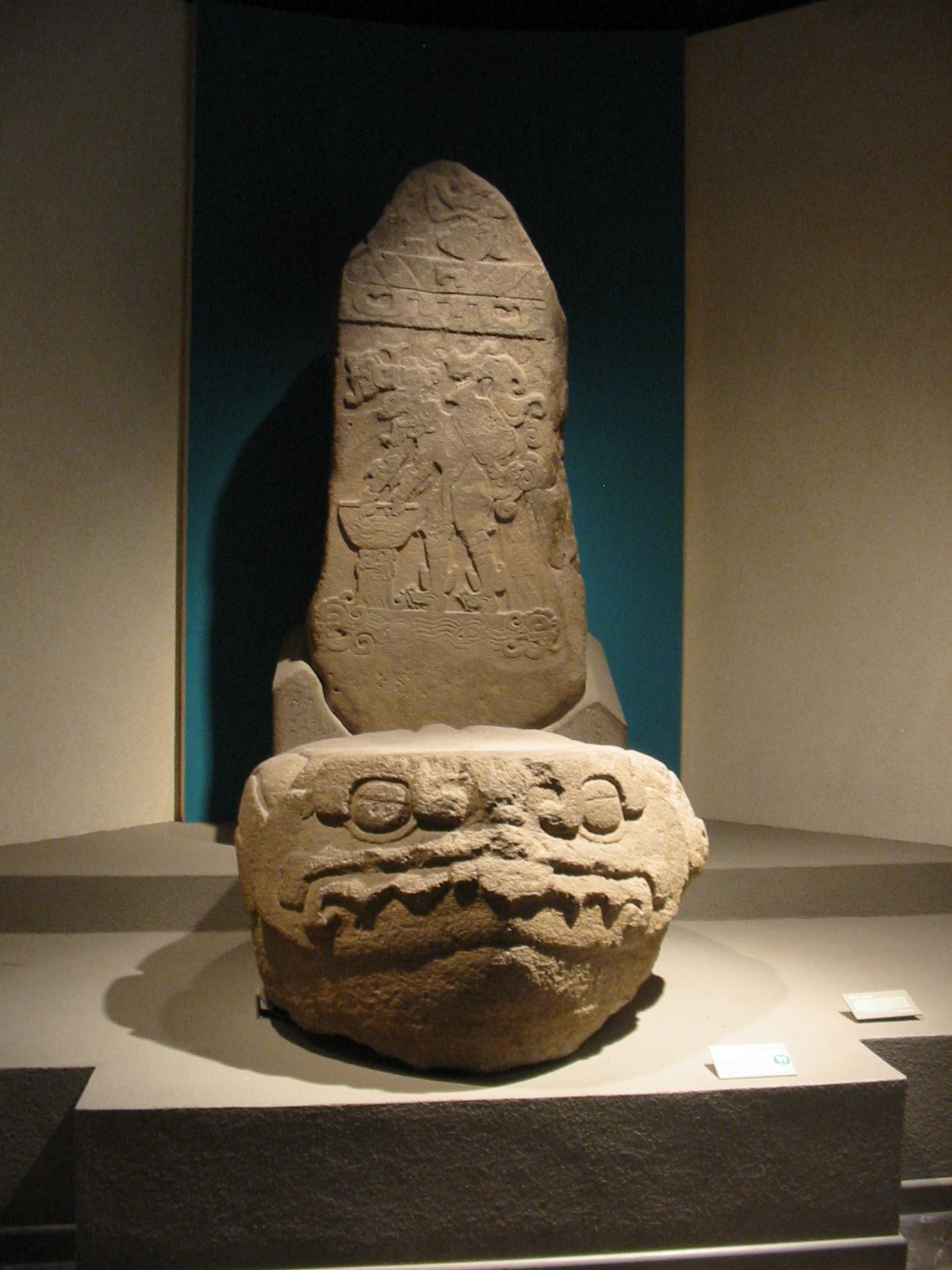
Stele 1 und Altar in Form eines Schlangenkopfes

Die archäologische Stätte umfasst acht Untergruppen mit wahrscheinlich mehr als 100 künstlich aufgeschütteten Erdhügeln, von denen die frühen zum Teil mit großen abgerundeten Flusskieseln des nahegelegenen Río Izapa abgedeckt waren, wohingegen die späteren – etwa zehn Meter hohen – Bauten stärker gegliedert waren und sich auf mehreren Ebenen erhoben. Es gab Tempelpyramiden mit vorgelagerten Treppen, Plätze und wahrscheinlich auch zwei Ballspielplätze, bei denen allerdings die quergelagerten Spielfeldenden der Spätzeit fehlen und die seitlichen – ansonsten mit schrägen Böschungen versehenen – 'Emporen' eher flach gehalten sind. Wahrscheinlich waren die späten Bauten mit Stuck und Malereien überzogen, doch hat sich davon nichts erhalten.

### Stelen
Die insgesamt 89 Stelen von Izapa werden in die Zeit zwischen 100 v. Chr. und 300/400 n. Chr. datiert; einige der späteren Stelen tragen reliefierte Szenen, wie sie gleichzeitig auch im Maya-Bereich zu finden sind. Keine Stele ist jedoch mit Datums- oder anderen Schriftglyphen versehen – vielmehr finden sich Profil-Darstellungen von unbekannten Göttern oder Priesterkönigen, die nicht statisch-repräsentativ, sondern in aktiven Handlungsweisen dargestellt sind. Vor allem in der südlich der CF200 befindlichen Gruppe 'B' von Izapa finden sich auch einige seltsam anmutende säulen- oder pfeilerartige Stelen mit runden Steinen (Köpfen?) als oberem Abschluss.

### Altäre
Bislang wurden 61 'Altäre' gefunden, die teilweise zoomorph gestaltet sind; andere sind einfache glatte Steinplatten. Ob sie allesamt zu Opferzwecken dienten, ist unklar. Bereits in Izapa zeigt sich eine enge Verbindung von Altarstein und Stele, die sich wenige Jahrhunderte später in verschiedenen Maya-Stätten (Tikal, Quiriguá u. a.) finden wird.

### Andere
Daneben wurden in Izapa drei Monumente entdeckt, die als 'Throne' bezeichnet werden, sowie 68 andere skulptierte Objekte, die man – auch aufgrund ihres schlechten Erhaltungszustandes – zum Teil noch gar nicht einordnen konnte.

### Aufbewahrung
Einige der Stelen sowie andere Fundstücke aus Izapa sind in einem Saal des neu eingerichteten Museums von Tapachula ausgestellt (siehe Weblink).

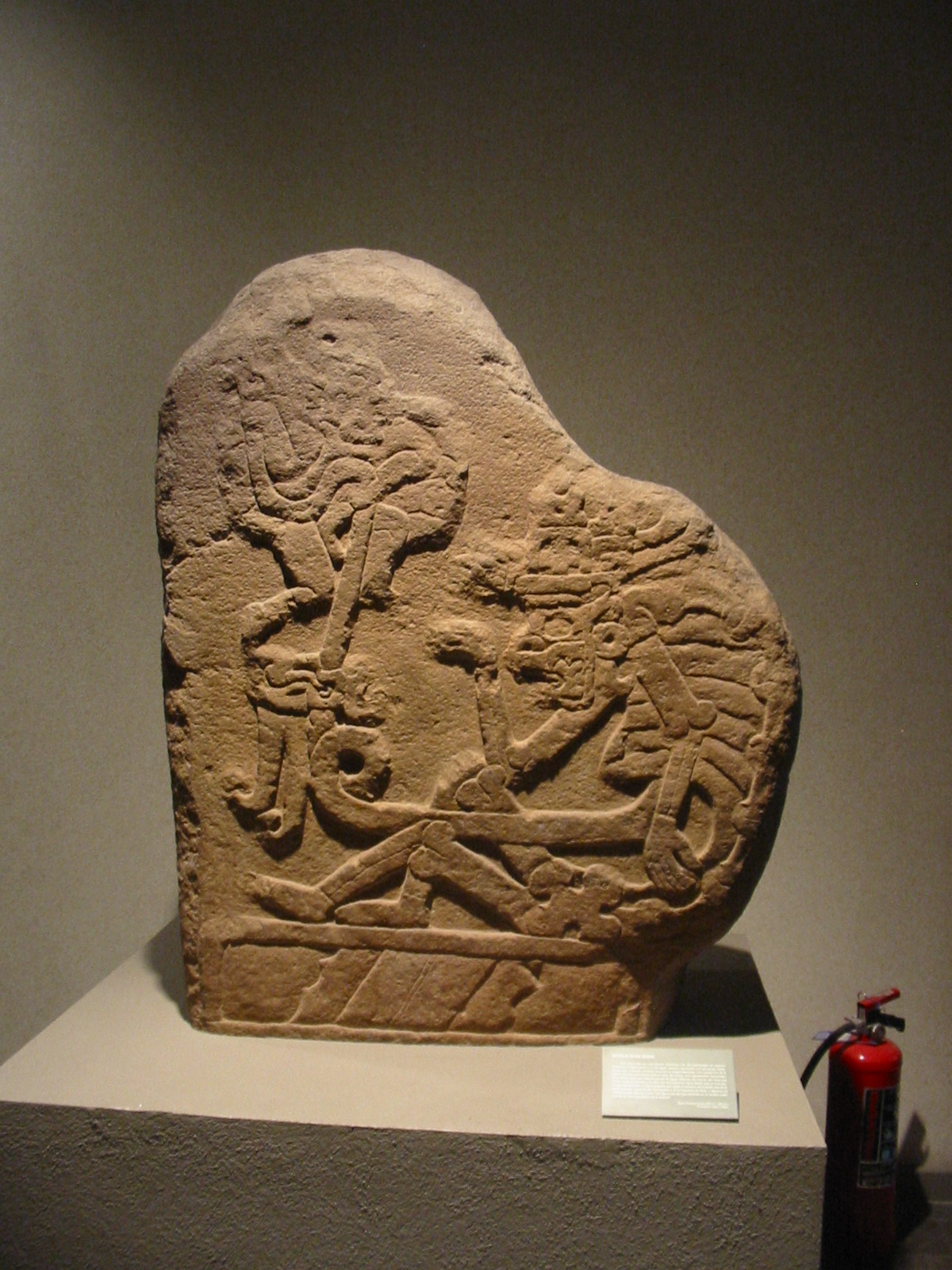
Stele 50 mit skelettartiger Figur
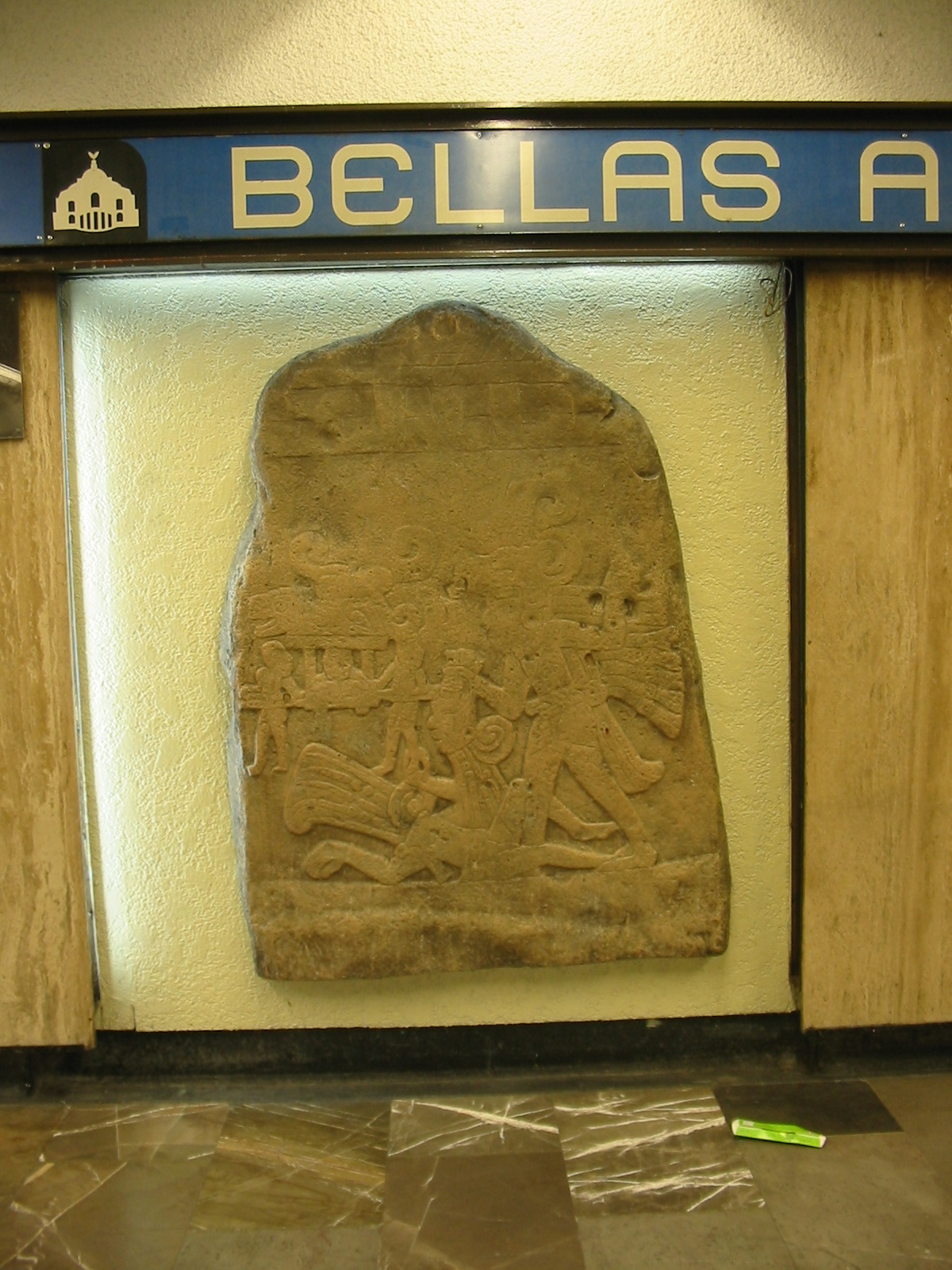
Stele 21 mit Enthauptungsszene
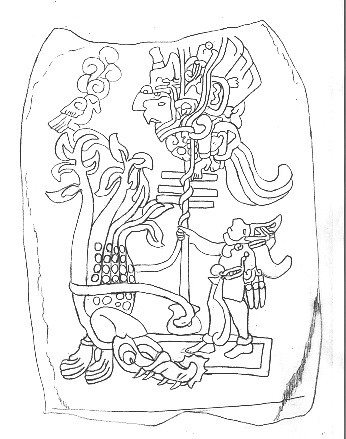
Stele 25 mit kleiner Figur vor einer Pflanze, auf der ein Vogel sitzt
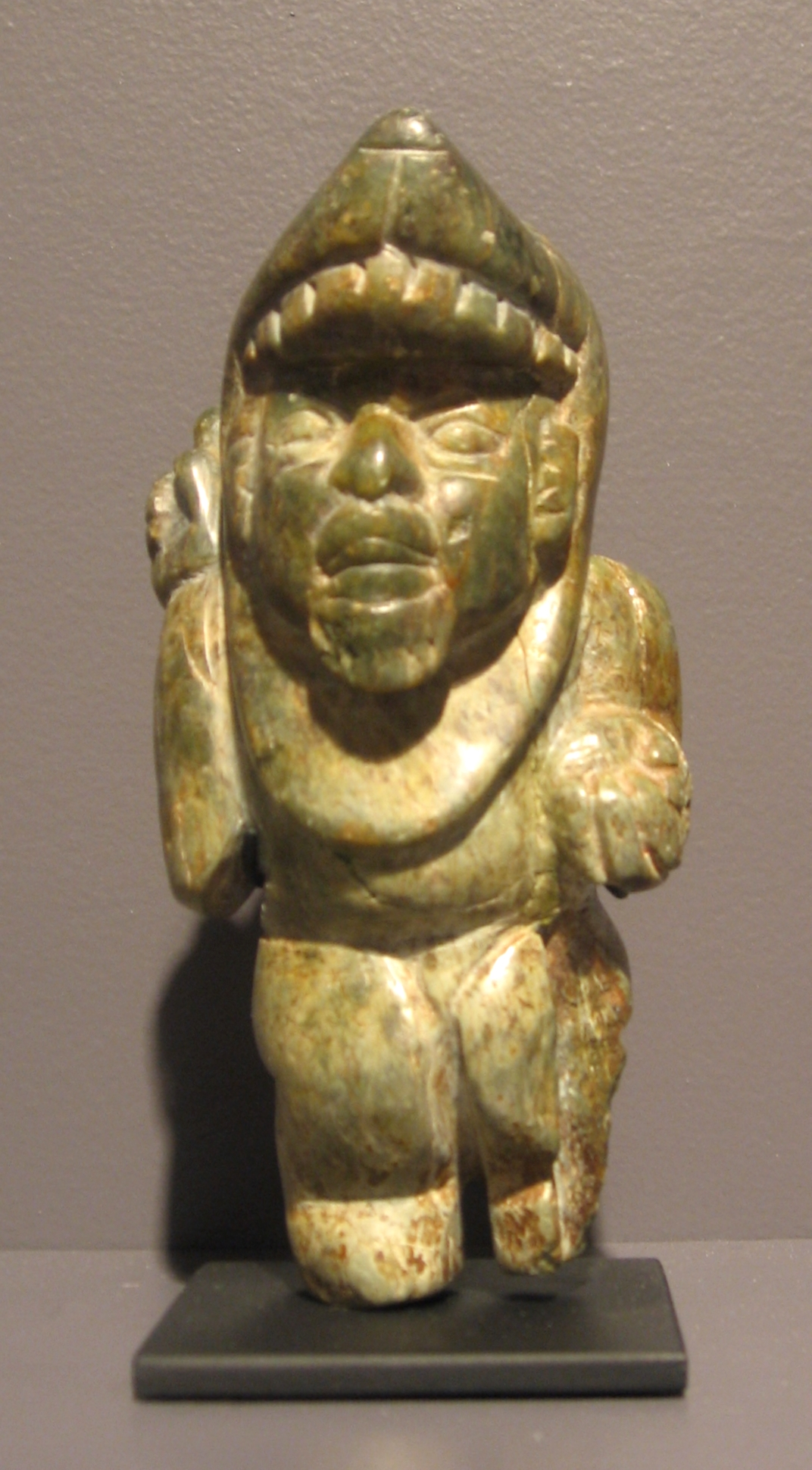
Kleine bärtige Figurine mit einer Tiermaske als Kopfbedeckung

## Stele 5

Izapa – Stele 5

Die bereits um 1940 entdeckte und außergewöhnlich groß dimensionierte Stele mit der Nummer 5 (Höhe ca. 2,50 m; Breite 1,50 m; Dicke 0,50 m) besteht aus vulkanischem Andesit-Gestein und ist das komplexeste und außergewöhnlichste Monument, welches bislang in Izapa gefunden wurde. Die Stele zeigt einen Lebens- oder Weltenbaum in der Mitte, in dessen kronenartig ausgebreitetem Astwerk ein kleiner Vogel sitzt. Auf dem Erdboden befinden sich mehrere Personen im Schneidersitz; sie sind ihrerseits in kleineren Gruppen angeordnet – es könnte sich um Herrscher oder Priesterkönige handeln, denen Geschenke, Tribute oder Opfergaben überbracht werden; hinter den Hauptfiguren sitzen Diener mit aufgespannten Schirmen oder Wedeln. Links und rechts des Baumstammes befinden sich zwei stehende Personen mit eigenartigen Schnabelmasken – die linke scheint einer dem Baumstamm entsteigenden Figur behilflich zu sein; auf ihrer Schulter bzw. ihrem Kopf sitzen zwei Vögel. Links und rechts der Baumkrone befinden sich jeweils große abstrakte glyphen- oder wolkenartige Gebilde.
Obwohl eine schlüssige Interpretation der dargestellten Szenen bzw. Details noch aussteht, machen der Figurenreichtum sowie die fast erzählerische Darstellungsweise die Stele 5 zu einem der außergewöhnlichsten Fundobjekte nicht nur in Izapa, sondern im gesamten Kulturraum Mittelamerikas. Künstlerisch bemerkenswert ist die Tatsache, dass die verschiedenen Darstellungsebenen nicht strikt voneinander getrennt sind, sondern durch den Baum und andere Details miteinander verknüpft sind.